# 格奥尔格·约斯
格奥尔格·雅各布·克里斯托夫·约斯（德語：Georg Jakob Christof Joos，1894年5月25日—1959年5月20日），德国实验物理学家。其撰写的《理论物理学课本》（德語：Lehrbuch der theoretischen Physik）是20世纪最有影响力的物理课本之一。